# جاي أنسون
جاي أنسون (بالإنجليزية: Jay Anson)‏ (4 نوفمبر 1921 - 12 مارس 1980) مؤلفًا أمريكيًا كان أشهر أعماله أميتيفيل المرعبة. بعد النجاح الكبير الذي حققته تلك الرواية، كتب رواية 666 ، والتي تناولت أيضًا منزلًا مسكونًا. توفي سنة 1980م.

## اعماله
- تصوير أعمال «معركة من الانتفاخ» (1965)، وثائقي قصير،
- الكاتب العملية القذرة دزينة (1967)،
- الكاتب وموفيماكيرز (1969)،
- الكاتب كلوت في نيويورك: خلفية لتشويق (1971)، وثائقي قصير،
- الكاتب ساغا من: إرميا جونسون (1972)، وثائقي قصير،
- الكاتب هاري كالاهان / كلينت ايستوود: شيء خاص في أفلام (1975)، وثائقي قصير،
- الكاتب الثلوج : صانع الأفلام (1975)، وثائقي قصير،
- الكاتب الحضري الحياه: مضحك وهائل (1975)، وباختصار،
- الكاتب مارتن سكورسيزي: العودة عن كتلة (1973)، وثائقي قصير،
- الكاتب والشرطي البطل: يوم أمس واليوم (1973)، وثائقي قصير،
- الكاتب العالم خطير من «النجاة» (1972)، وثائقي قصير،
- الكاتب على الطريق مع: الفزاعة (1973)، وثائقي قصير،
- الكاتب الرعب أميتيفيل: قصة حقيقية (1977)، رواية 666 (1980)، رواية

## روابط خارجية
- جاي أنسون على موقع IMDb (الإنجليزية)
- جاي أنسون على موقع أول موفي (الإنجليزية)
- جاي أنسون على موقع قاعدة بيانات الأفلام السويدية (السويدية)
- جاي أنسون على موقع قاعدة بيانات الفيلم (الإنجليزية)
- جاي أنسون على موقع كينوبويسك (الروسية)